# Saša Planinšec
Saša Planinšec  (ur. 2 czerwca 1995) – słoweńska siatkarka, grająca na pozycji środkowej, reprezentantka kraju. 
W sezonie 2020/2021 wzięła urlop macierzyński.

## Przebieg kariery
| Lata                      | Klub                            |
| ------------------------- | ------------------------------- |
| 2012–2017                 | Nova Branik Maribor             |
| 2017–2019                 | Dresdner SC                     |
| 2019–2020                 | Zhejiang Volleyball             |
| 2020–2020 (od 15.01.2020) | Aydın Büyükşehir Belediyespor   |
| 2021–2022                 | Galatasaray HDI Sigorta Stambuł |
| 2022–2023                 | Aydın Büyükşehir Belediyespor   |
| 2023–2024                 | Jiangxi Shangrao Aofei          |
| 2024–                     | Grot Budowlani Łódź             |

## Sukcesy klubowe
MEVZA - Liga Środkowoeuropejska:
- 2013, 2015
- 2014
- 2017

Liga słoweńska:
- 2013, 2014, 2017
- 2015, 2016

Puchar Słowenii:
- 2015, 2016, 2017

Puchar Niemiec:
- 2018

Liga niemiecka:
- 2018

Liga polska:
- 2025[7]

## Sukcesy reprezentacyjne
Mistrzostwa Świata U-23:
- 2017

Liga Europejska - Liga Srebrna:
- 2019

## Nagrody indywidualne i wyróżnienia
- 2017: Najlepsza środkowa  Mistrzostw Świata U-23
- 2019: Najlepsza środkowa Ligi Europejskiej - Liga Srebrna
- 2022: Najlepsza siatkarka 2022 roku w Słowenii uznana poprzez głosowanie w słoweńskiej Radzie Zawodowej OZS[8]